# Carol cel Pleșuv

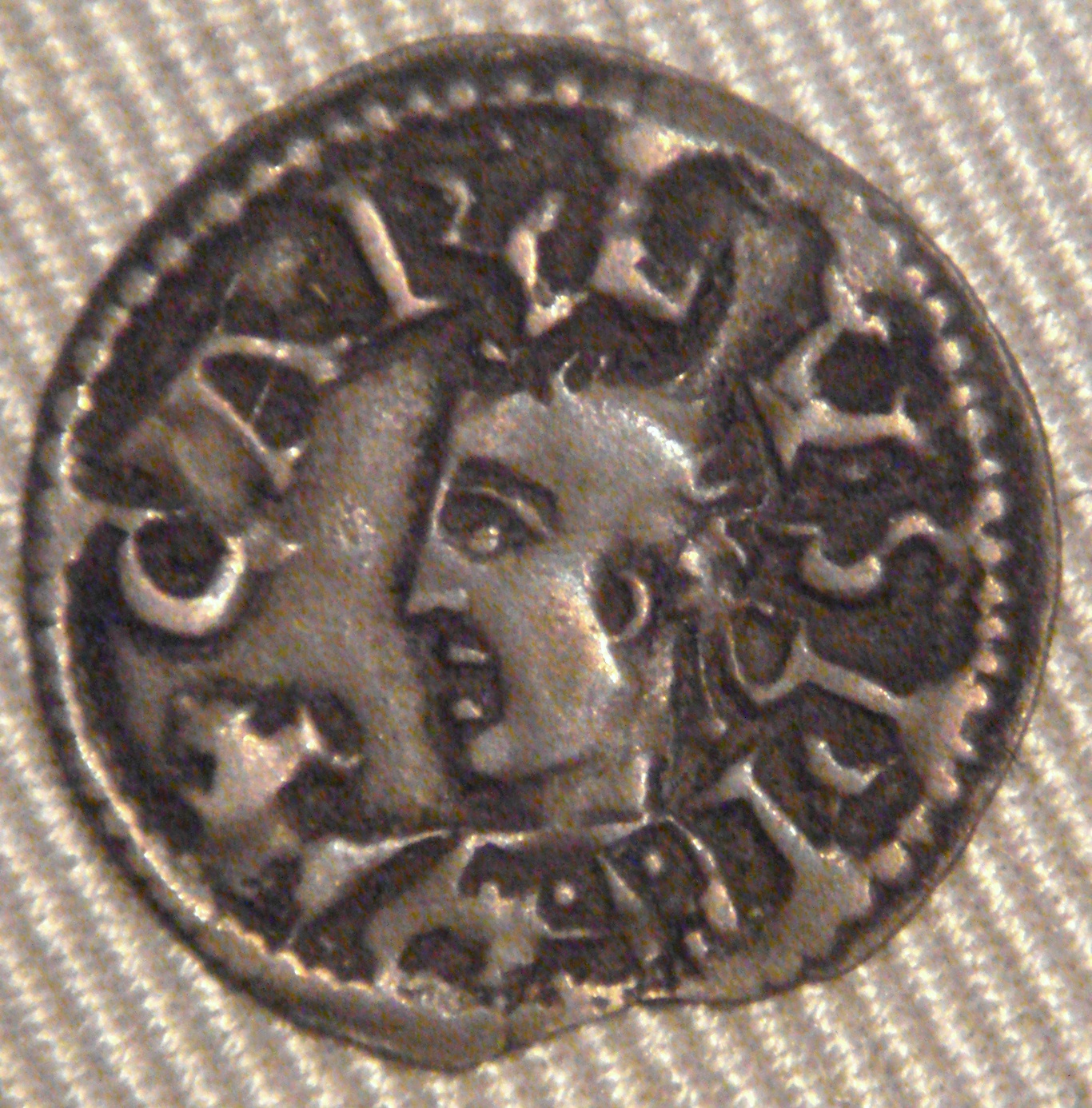
Carol cel Pleșuv, ilustrat pe o monedă, după 848

Carol al II-lea supranumit cel Pleșuv (n. 13 iunie 823 d.Hr., Frankfurt am Main, Sfântul Imperiu Roman – d. 6 octombrie 877 d.Hr., Avrieux, Auvergne-Rhône-Alpes, Franța), aparținând Dinastiei Carolingiene, a fost rege al Franciei Occidentale (Franța de astăzi) între 843 și 877, și împărat al Imperiului Carolingian între 875 și 877. 

## Biografie
Carol al II-lea, care a purtat din 829 titlul de dux Alemanniae, a moștenit  în 843 partea vestică a Imperiului Carolingian (cu aproximație teritoriul Franței de astăzi), iar pe 25 decembrie 875 la Roma a fost încoronat împărat al Imperiului Caroligian.
Carol a fost cel mai mic fiu al regelui Ludovic cel Pios, fiul împăratului Carol cel Mare. Mama sa a fost Iudita de Bavaria, a doua soție a lui Ludovic cel Pios.
În 840, la moartea lui Ludovic I cel Pios, a început războiul dintre moștenitorii săi care au împărțit între ei vastul imperiu al lui Carol cel Mare .
În 843 prin Tratatul de la Verdun Imperiul Carolingian a fost împărțit definitiv între cei trei:
- Carol cel Pleșuv a primit Francia Occidentală (viitoarea Franța);
- Ludovic Germanul a primit Francia Răsăriteană sau Sfântul Imperiu Roman (viitoarea Germanie);
- Lothar a primit Francia de Mijloc, de la Marea Nordului până în Italia.

Perioada  856–861 a fost epoca invaziilor normande.
În 869, după moartea lui Lothar al II-lea, fiului lui Lothar I, provincia Lotharingia este partajată între Franța și Germania.
În 875 a murit Ludovic al II-lea, fiul lui Lothar, iar Carol al II-lea cel Pleșuv a devenit împărat al Imperiului Carolingian.